# 이브레아
이브레아(이탈리아어: Ivrea [iˈvrɛːa][*]; 피에몬테어: Ivrèja [iˈʋrɛja]; 프랑스어: Ivree ; 라틴어: Eporedia)는 이탈리아 북서부 피에몬테주의 토리노 광역시의 마을이자 발레다오스타주(중세 프란치제나 가도의 일부)로 이어지는 도로에 위치하며, 도라 발테아에 걸쳐 있으며 카나베세 지역의 중심으로 간주 된다. 이브레아는 선사 시대에 큰 호수를 형성한 분지에 있다. 오늘날 시리오(Sirio), 산 미켈레(San Michele), 피스토노(Pistono), 네로(Nero), 캄파냐(Campagna) 등 5개의 작은 호수가 마을 주변에서 발견된다.
2018년 7월 1일 “20세기 산업 도시”로 알려진 사이트가 유네스코 세계 문화 유산으로 지정되었다.

## 역사
이브레아와 그 주변에는 신석기 시대부터 사람이 거주했다. 켈트족은 기원전 5세기경부터 이브레아에 마을을 가지고 있었던 것으로 믿어진다. 그러나 이 도시는 역사상 처음으로 기원전 100년에 설립된 로마 공화국의 전초 기지로 공식적으로 나타난다. 아마도 알프스를 넘어 이탈리아 북부로 향하는 전통적인 침략 경로 중 하나를 보호하기 위해 건설되었을 것이다. 그것의 라틴어 이름은 Eporedia이었다.
서로마 제국이 멸망한 후 이브레아는 롬바르드족(6-8세기) 아래 공국의 자리가 되었다. 프랑크족 (9세기) 시대에 이브레아는 카운티의 수도였다. 1001년, 도시의 통치자인 바르문트 주교와 논쟁을 벌인 후 아르두이노 디브레아는 이브레아의 행진을 정복했다. 나중에 그는 이탈리아의 왕이 되어 11세기까지 지속된 왕조를 시작했으며, 그때 도시는 다시 주교의 주권하에 놓였다.
12세기에 이브레아는 자유 코무네가 되었지만, 다음 세기의 첫 수십 년 동안 황제 프리드리히 2세의 통치에 굴복했다. 나중에 이브레아는 주교, 몬페라토 후작 및 사보이 가문 사이에 분쟁이 발생했다.
1356년에 이브레아는 사보이아의 아메데오 6세에 의해 인수되었다. 16세기 말의 짧은 프랑스 정복을 제외하고는 이브레아는 1800년까지 사보이 왕가의 지배를 받았다. 비록 이브레아의 유일한 후작은 사보이의 베네데토 ( 후작 프랑스 혁명 전쟁에서 싸웠다). 1800년 5월 26일 나폴레옹 보나파르트가 승리한 군대와 함께 도시에 입성하여 1814년 몰락한 후 통제를 종료했다.
20세기 동안 명성을 떨친 타자기와 기계 계산기, 그리고 나중에는 컴퓨터 제조업체인 올리베티가 이브레아에 터를 잡았다. 올리베티 사는 더 이상 독립적으로 존재하지 않지만, 그 이름은 여전히 타사에서 제조한 사무기기에 등록 상표로 표시된다. 1970년에는 남부 이탈리아에서 온 통근자를 포함하여 약 90,000명이 이브레아 지역에서 거주하고 일했다.
아두이노 전자 플랫폼은 이브레아 인터액션 디자인 연구소(Interaction Design Institute Ivrea)에서 만들어졌으며, 역사적 인물 아르두이노 디브레아의 이름을 따서 명명되었다. 유네스코는 도시를 세계 문화 유산으로 지정할 때 “산업 생산과 건축의 관계에 대한 현대적인 비전을 표현한다”고 말했다.

## 지리
소위 이브레아 지대는 도시의 이름을 따서 명명되었다. 이곳은 상부 맨틀에서 비스듬히 상승하는 훨씬 더 큰 밀도의 천체로, 이는 남부 알파인 지오이드의 수직 및 불규칙한 굽힘에서 거대한 지역 편차를 유발 한다.
포강의 지류인 세시아강의 계곡에서는 상부 맨틀까지 지각 구조를 정확하게 재현하는 일련의 지층을 찾을 수 있다. 이 지층은 알프스가 형성될 때 기울어진 것으로 추정된다.

## 경제
올리베티 사는 1908년 이브레아에서 설립되었다. 이 도시의 경제 및 사회 구조는 오랫동안 이 도시에서 가장 크고 가장 중요한 고용주였던 올리베티의 기업 역사와 밀접하게 얽혀 있다. 그러나 1990년대 초 회사의 심각한 위기 이후 몇몇 중견 기업도 중요한 고용주로 발전했다.

## 명소

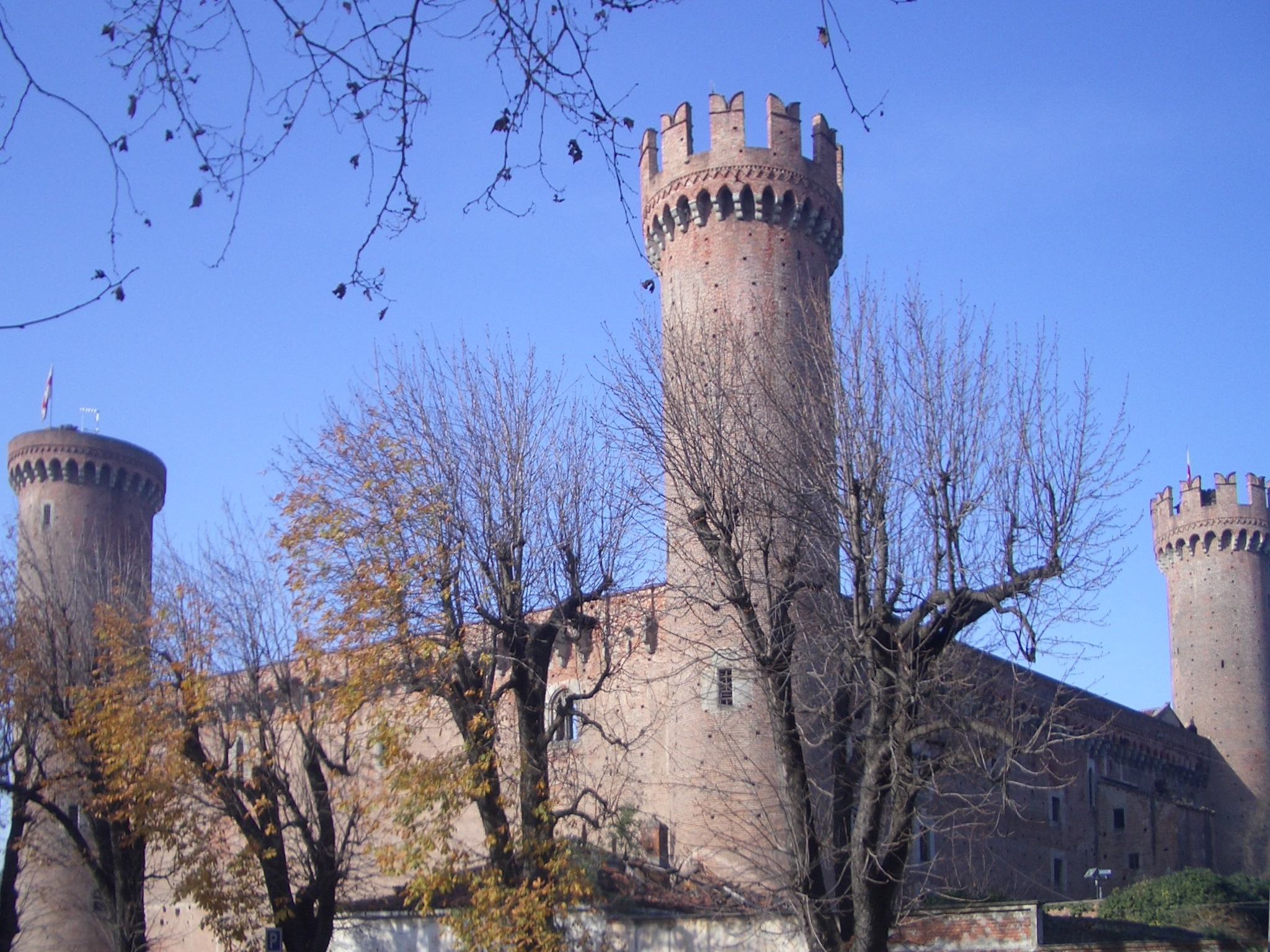
이브레아성 (14세기)

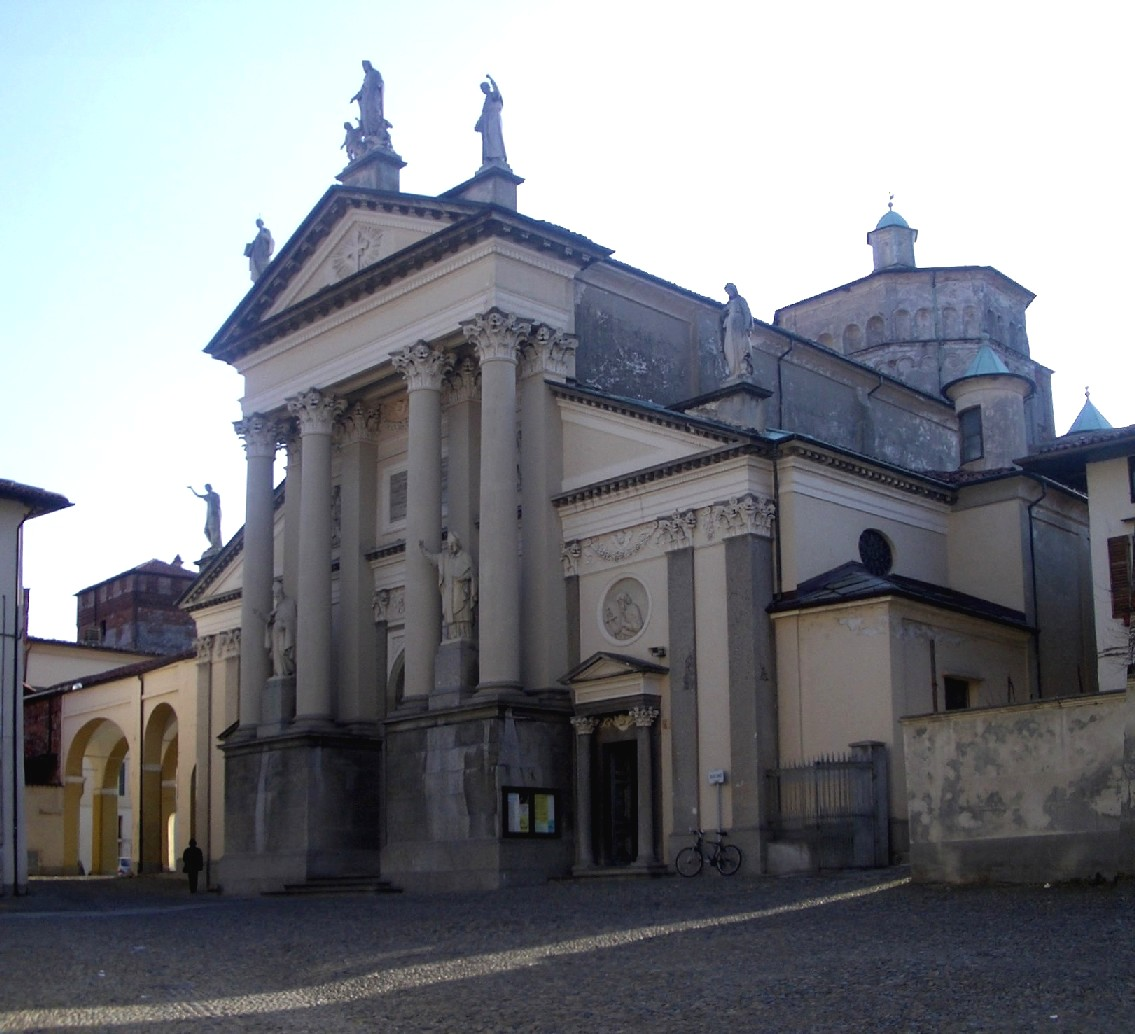
이브레아 두오모 성당

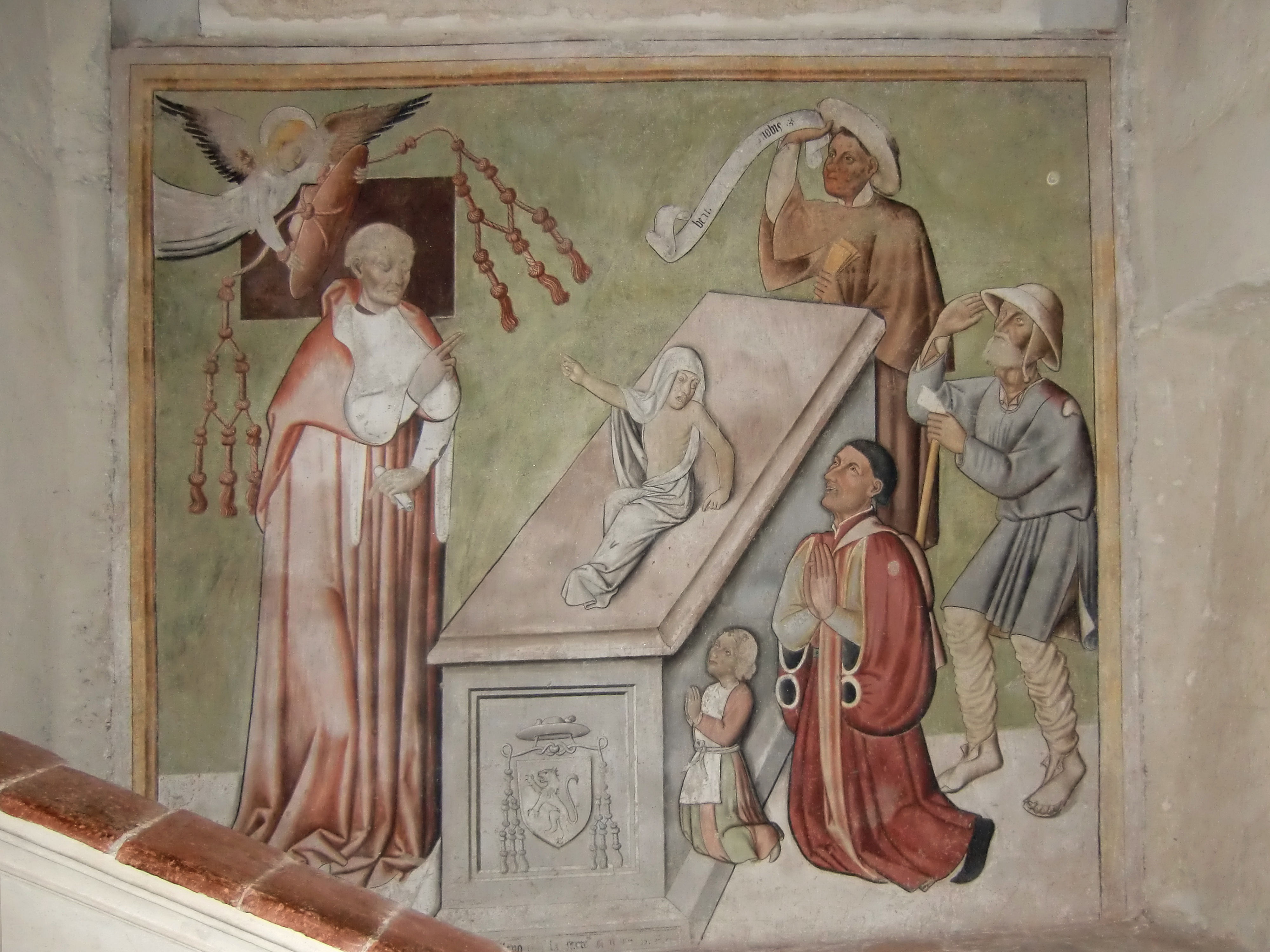
무명 작가의 15세기 후반 작품, 룩셈부르크에서의 성베드로의 기적

- 이브레아성 (1357년), 사보이아의 아마데우스 6세 통치기 동안 세워졌다. 그것은 모서리에 4개의 둥근 탑이 있는 벽돌로 된 사각형 평면을 가지고 있다. 1676년 탄약고로 사용되던 탑이 벼락을 맞아 폭발했다. 그것은 결코 재건되지 않았다. 한때 감옥이었던 성은 오늘날 전시회를 개최한다.
- 이브레아 대성당은 이교도 사원이 있던 자리에 4세기에 지어진 교회에서 유래했다. AD 1000년경에 바르몬두스 주교에 의해 로마네스크 양식으로 재건되었다. 그 건물 중 두 개의 종탑, 일부 기둥, 프레스코화 지하실이 남아 있다. 후자는 전통에 따라 St. Bessus (St. Sabinus 와 함께 도시의 공동 후원자)의 유물을 보존하는 고대 로마 석관을 수용한다. 1785년에 바로크 양식으로 다시 재건되었다. 현재 신고전주의 양식의 외관은 19세기에 지어졌다. 내부의 오래된 프레스코 중 하나는 축복받은 피에르 드 룩셈부르크의 기적이다.(15세기 후반). sacristy에는 Defendente Ferrari의 두 개의 제단이 있다. 대성당에는 또한 복자 Thaddeus McCarthy의 무덤이 있다.
- 카피툴라 도서관(Biblioteca Capitolare): 대성당 근처에 있는 도서관에는 7-15세기의 중요한 책전 모음이 있다.
- 교회와 산베르나르디노 수녀원 : 1455년부터 소수 민족이 지은 작은 고딕 양식의 교회이다. 이곳에는 조반니 마르티노 스판초티( 1480-1490)가 그린 그리스도의 삶과 수난을 묘사한 주기가 있다.
- 피어 알레산드로 가르다 박물관(Museum Pier Alessandro Garda)에는 흥미로운 고고학적 발견과 일본 미술품 컬렉션이 있다. 그것은 큰 오티네티 광장에 위치하고 있다.
- 야외 현대 건축 박물관(Open Air Museum of Modern Architecture)은 2001년에 개관했다. 1950년대부터 올리베티가 지은 주요 건물(일부는 당대 최고의 건축가가 지음)을 전시하고 있다.
- 1세기 로마 극장의 유적은 도심 서쪽에 위치해 있다. 10,000명의 관중을 수용할 수 있다.
- 오래된 다리(베키오 다리)는 서기 100년으로 거슬러 올라가 보르게토로 이어진다. 원래는 나무로 지어졌으나 1716년에 돌로 재건되었다.
- 1758년에 지어진 시청 (Palazzo di Città): 카나베스의 상징인 대마로 장식된 종탑이 있다.
- 성스테판탑은 11세기에 로마네스크 양식으로 어졌다. 이 종탑은 1041년에 베네딕토회 수도회에 의해 지어진 성스테판 수도원의 유적이다. 그것은 호텔 라세라(Hotel La Serra)와 도라 발테아(Dora Baltea) 사이에 위치해 있다.
- 산가우덴지오 교회
- 산타마르타 (15세기 후반), 예전 교회
- 세 왕의 예배당

## 문화
이브레아에는 두 개의 주요 축제가 있다. 둘 다 가톨릭 축제 기간 동안 열리지만, 둘 다 고대 도시의 전통에 뿌리를 두고 있다. 하나는 부활절 40일 전에 열리는 카니발이다. 다른 하나는 7월 7일 주간에 열리는 성사비노(스폴레토의 사비누스) 후원 축제이다. 마지막 축제 기간에는 마차 전시와 말 쇼가 있는 말 박람회가 열린다.

### 오렌지 전투

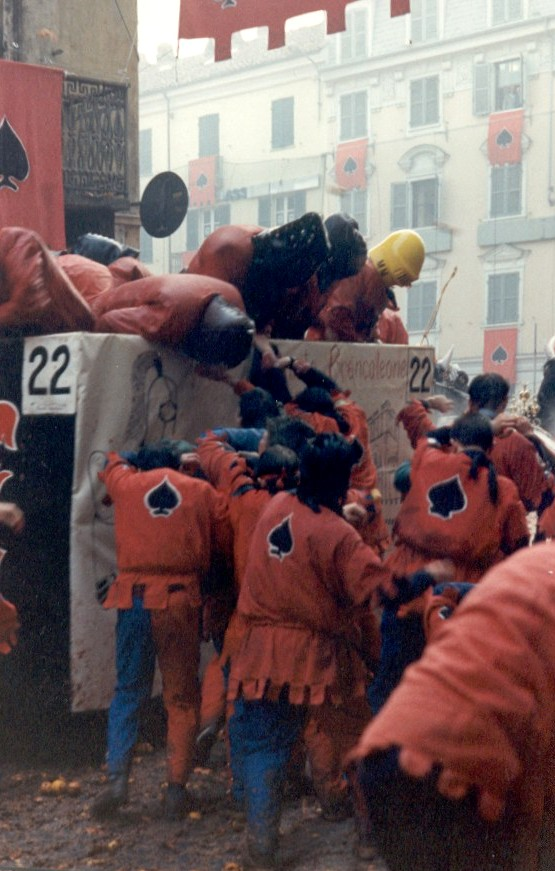
오렌지 전투의 한 장면

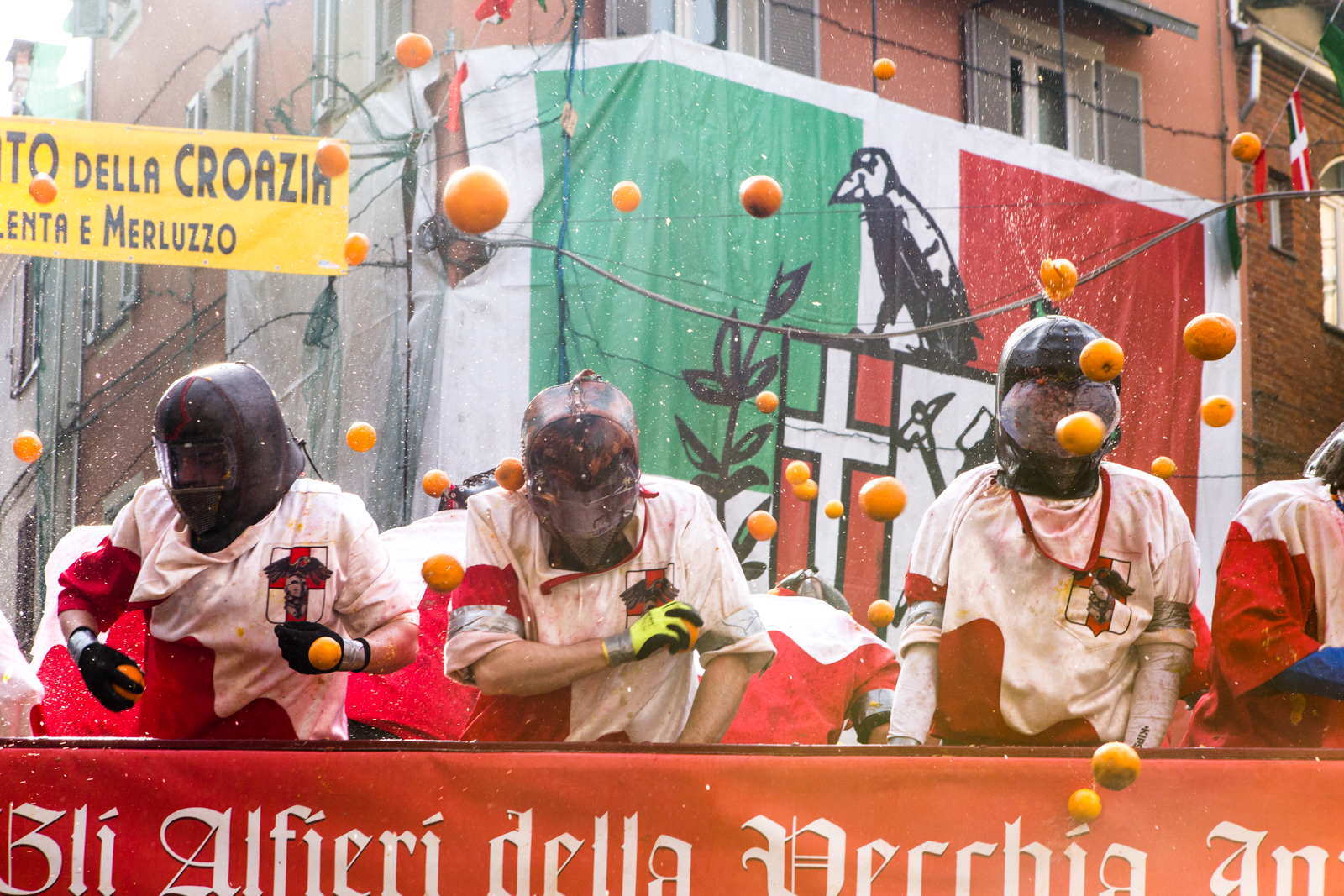
오렌지 전투

이브레아 카니발의 핵심 축하 행사는 오렌지 전투를 중심으로 이루어진다. 여기에는 수천 명의 마을 사람들이 9개의 지상 전투 팀으로 나뉘어 지난 3일(일요일, 월요일, 화요일) 동안 카트를 기반으로 하는 수십 개의 팀에 상당한 폭력을 행사하여 오렌지를 던졌다. 카니발은 부활절 40일 전에 열리며 "지방 화요일" 밤에 끝난 카니발을 기리는 장례식이 포함된 엄숙한 의식으로 끝난다.
무그나이아(Mugnaia)는 시민 배우자 중에서 선택된다. 전설에 따르면 제분업자의 딸(무그나이아)은 지역의 공작이 발동한 초야권 수용을 거부하고, 그의 머리를 잘랐다. 오늘날 마차는 공작의 경비병을 나타내고, 주황색 오렌지를 던지는 사람은 혁명가를 나타낸다. 빨간 모자를 쓴 사람들은 혁명가의 일부로 간주되지 않으므로, 오렌지를 던지지 않을 것이다.
오렌지를 던지는 전통의 기원은 잘 알려져 있지 않다. 특히 오렌지는 이탈리아 알프스 산기슭에서 자라지 않고, 시칠리아에서 운송되어야 하기 때문이다. 1994년에 약 265,000kg의 오렌지가 도시로 반입되었는데, 주로 남부 이탈리아의 겨울 작물에서 남은 것이었다.

### 스포츠
마을의 축구 클럽인 ASD 몬탈토 이브레아는 현재 프로모션 피에몬트에서 뛰고 있다.
이브레아 럭비 클럽은 C1 피에몬테세에서 플레이한다.
이브레아는 2016년과 2017년 카누 슬라롬 월드컵의 호스트였다.

## 교통

### 고속도로
- A5 토리노-아오스타-몽블랑 고속도로.
- A5-A4-A26 고속도로 교차로(산티아의 A4 토리노-밀라노-트리에스테와 베르첼리의 A26 제노바-그라벨로나 토체 사이 연결, 동쪽 축 - 서쪽에서 이브레아의 빙퇴석 원형 경기장을 완전히 절단).
- 국도 26 키바소-아오스타.
- 국도 338 이브레아-비엘라.

### 철도
이브레아역은 아오스타, 토리노(토리노 포르타 수사 및 토리노 포르타 누오바), 키바소 및 노바라에 연결하는 키바소 -아오스타 철도에 있다.
이 노선은 단일 트랙이며, 키바소-이브레아 구간에서만 전철화되었다.
이브레아는 또한 1882년에서 1933년 사이에 개통된 산티아로 가는 증기 트램의 종착역이었다.

### 버스
이브레아 도시 교통 서비스는 GTT(Torinese Trasporti Group)에서 관리하며 9개 라인(1, 1 /, 2, 2 /, 3, 4, 5, 6, 6 / 라인)으로 구성된다.
도시와 나머지 카나베세 지역, 그리고 아오스타 계곡, 토리노 및 밀라노를 연결하는 여러 버스 노선도 있다.

## 자매 도시
이브레아는 다음과 자매 도시를 맺었다.
- 루마니아 라다우티
- 스위스 몽테
- 독일 뤼네부르크